# Survivor: Borneo
Survivor: Borneo este primul sezon al versiunii americane a reality-show-ului Survivor. A fost difuzat prima dată sub titulatura Survivor dar titlul său oficial a fost schimbat in Survivor: Borneo pentru a-l distinge de edițiile sale următoare. Filmările au inceput pe 13 martie 2000 și s-au terminat pe 20 aprilie 2000. A fost difuzat mai târziu în cursul acelui an pe CBS. Locația aleasă a fost Marea Chinei de Sud pe izolata insula malaeziană Pulau Tiga din statul Sabah, situat la aproximativ 9,7 km la nord de coasta statului Borneo, Malaezia.
Cei șaisprezece concurenți au fost separați inițial în două triburi, numite Tagi și Pagong, adică numele plajelor pe care au fost abandonate. Când au mai rămas doar 10 jucători, concurenții au fuzionat într-un singur trib, denumit Rattana. În timp ce numele și înfățișarea steagurilor triburilor Tagi și Pagong au fost alese de producători, Rattana a fost botezat de concurenții Sean Kenniff și Jenna Lewis. După 39 de zile de concurs, consultantul de afaceri Richard Hatch a fost ales ca "Unic Supraviețuitor", invingând-o pe Kelly Wiglesworth, ghid de rafting, cu un scor de 4–3 al votului juriului. În 2006, s-a descoperit că Hatch nu a declarat câștigul în declarația sa de taxe și a fost condamnat la 51 de luni de închisoare.
Pe 23 august 2000, ultimul episod al Survivor: Borneo a avut cel mai mare rating al unui episod de Survivor până în ziua de astăzi. Richard Hatch, Jenna Lewis, Rudy Boesch, Susan Hawk și Colleen Haskell au fost invitați să participe în sezonul 8 al Survivor, Survivor: All-Stars. Haskell a fost singura care refuzat, în timp ce Hatch, Lewis, Boesch și Hawk s-au clasat pe 14, 3, 17 și 13 respectiv.

## Rezumat
Primul episod a debutat cu șaisprezece oameni împărțiți în două bărci, separați în două triburi, Pagong și Tagi. În timpul primei nopți nici un trib nu a avut foc sau un adăpost complet construit. În ziua doi, după ce au pierdut Proba combinată de Recompensă și Imunitate, Tagi au fost trimiși la Consiliul Tribal, unde Sonja Christopher a devenit primul concurent votat afară din joc. Triburile au continuat să-și construiască adăposturile și să caute mâncare. În tabăra Tagi , fostul Navy SEAL, Rudy Boesch și homosexualul declarat Richard Hatch au format o prietenie strânsă în timp ce B.B. Anderson devenea un element enervant în tabăra Pagong. La a doua Probă de Imunitate concurenții au fost obligați să mănânce un fel de mâncare tipic malaezian denumit Butok, care este larva vie a unui cărăbuș. Triburile erau la egalitate după ce fiecare naufragiat și-a mâncat larva fară ezitare. În etapa de departajare Stacey Stillman a înghițit două larve înaintea lui Gervase Peterson, câștigând astfel imunitatea pentru Tagi și trimițând Pagong la Consiliul Tribal. La Consiliul Tribal din ziua 6, B.B. a fost eliminat din tribul Pagong . Tagi a câștigat următoarea Probă de Recompensă în ziua 7, obținând echipament de pescuit și scufundat. Richard a folosit aceste echipamente pentru a prinde mulți pești. hrănind astfel tribul Tagi. Pagong a prins și mâncat un șobolan, după ce l-a fript. Pagong a câștigat următoarea Probă de Imunitate din ziua 9, iar Stacey a fost a treia persoană eliminată. Gretchen s devenit figura maternă a tribului Pagong, iar Rudy a devenit bucătarul la Tagi, preparând peștii prinși de Richard. Tagi a câștigat atât Proba de Recompensă din ziua 10, cât și Proba de Imunitate din ziua 12, trimițând Pagong la Consiliul Tribal, unde Ramona Gray a fost următoarea persoană eliminată.
La următoarea Probă de Recompensă din ziua 13 Pagong a câștigat fructe proaspete și trei cloști. Pagong a câștigat și Proba de Imunitate din ziua 15, iar Dirk Been a fost votat de tribul Tagi. După ce au caștigat Proba de Recompensă din ziua 16 și au pierdut Proba de Imunitate din ziua 18, Joel Klug a fost eliminat de tribul Pagong. Cu fuziunea apropiindu-se, Sean Kenniff și Jenna Lewis au stabilit reguli orientative pentrul noul trib. Tribul fuzionat a fost denumit Rattana și a continuat să locuiască pe fosta plajă Tagi. După prima Probă de Imunitate individuală din ziua 21 Greg Buis a câștigat imunitatea pentru Consiliul Tribal. Gretchen Cordy a fost eliminată, fiind vâzută ca "cea mai amenințătoare". În următorul episod, în ziua 22, fiecare naufragiat, cu excepția Jennei, a vizionat un clip de un minut, în care fie un membru al familiei, fie un prieten au fost înregistrați vorbindu-le concurentului. Clipul Jennei nu a ajuns în Borneo. Câștigătorul Probei de recompensă avea posibilitatea să urmărească restul din videoclipul de 5 minute. Câștigătorul a fost Greg. Gervase Peterson a câștigat Proba de Imunitate din ziua 24, iar Greg a fost eliminat. În timpul acestui episod Sean a dezvoltat "strategia alfabetică" a votului său, el urmând o ordine alfabetică a numelor concurenților cât timp va mai rămâne în joc.
Colleen Haskell va câștiga următoarea Probă de Recompensă din ziua 25, adică o cină la grătar pentru doi concurenți, completată de primirea scrisorilor trimise de familie sau prieteni. Colleen a ales-o pe Jenna să o însoțească la cină, permițându-i Jennei să-și citească și ea scrisoarea. La cină Colleen și Jenna au format o alianță și au plănuit să-i ofere lui Gervase un loc. Gervase a acceptat, dar cei trei nu au avut suficente voturi de partea lor, astfel Jenna a fost următoarea eliminată în ziua 27, cu Rudy deținând imunitatea. În cursul următorului episod Gervase a fost informat de nașterea primului său fiu, Gunnar. Întâmplător, Gervase a câștigat următoarea Probă de Recompensă din ziua 28, permițându-i să dea un telefon acasă. Însă Richard a câștigat imunitatea în ziua 30, iar Gervase a fost eliminat. După aceste evenimente, Kelly Wiglesworth a decis să nu mai lucreze în continuare împreună cu alianța formată cu Susan Hawk, Richard, și Rudy. Următoarea Probă de recompensă a fost câștigată de Sean în ziua 31, care a căpătat o noapte pe un iaht de lux. Sean nu a știut multă vreme după ce s-a îmbarcat pe iaht că tatăl lui, Jim Kenniff, era pe vas și va petrece noaptea cu el. Richard s-a alăturat pe iaht lui Sean la micul dejun de a doua zi, fiind ales de Sean după Proba de recompensă. Acolo cei doi au decis să o elimine pe Kelly, dacă aceasta nu va câștiga imunitatea. Dar Kelly a triumfat în Proba de Imunitate, iar Colleen a fost eliminată în ziua 33. Kelly a continuat seria sa capturând și Proba de Recompensă din ziua 34. Însoțită de gazda Jeff Probst, Kelly a petrecut seara într-un bar cu o masă caldă, o bere rece și vizionarea primelor 5 minute din primul episod al serialului. Kelly a câștigat și Proba de Imunitate din ziua 36, scăpând din nou de eliminare, în timp ce neînțelegirile dintre ea și Sue s-au amplificat. Kelly a votat alături de fosta sa alianță pentru elimarea lui Sean.
Cu finalul jocului apropiindu-se, Kelly a câștigat din nou imunitatea în ziua 37. Proba de Imunitate a constat în întrebări puse ultimilor patru concurenți, testându-le acestora cunoștințele despre foștii concurenți. La Consiliul Tribal, Richard și Sue au ieșit la egalitate, cu câte două voturi fiecare. Când Kelly și Rudy au votat din nou, Kelly și-a schimbat votul și a eliminat-o pe Sue. La Proba de Imunitate finală din ziua 38, Kelly, Richard, și Rudy trebuiau să stea cu o mână pe Idolul Imunității, aflat pe un stâlp, în timp ce cei trei erau cocoțați pe niște stâlpi mai mici din jurul celui pe care sta Idolul. Richard a renunțat de bunăvoie la Probă pe baza presupunerii că ceilalți doi concurenți "ar fi nebuni să nu mă ia" la Consiliul Tribal Final. După patru ore și unsprezece minute, Rudy a luat mâna din greșală de pe idol, în timp ce își schimba poziția, dăruindu-i astfel lui Kelly încă o victorie. Kelly l-a ales pe Richard să îi fie oponentul din finală și l-a elimat pe Rudy. După ce Kelly și Richard au pledat în fața juriului, fiecare membru al juriului a votat pentru unul din cei doi finaliști. Voturile au fost citite în timpul COnsiliului Tribal Finaldin ziua 39, spre deosebire de toate sezoanele următoare, în care voturile au fost citite în timpul unei emisiuni în direct. Richard a câștigat primul milion de dolari, primind patru voturi, față de cele trei ale lui Kelly.

## Concurenți
S-a început cu șaisprezece concurenți, împărțiți în două triburi, Pagong și Tagi. După ce șase jucători au fost eliminați, triburile au fost combinate,  fuzionate într-un singur trib, Rattana. Șapte concurenți au alcătuit în final juriul care a decis cine câștigă jocul și milionul de dolari aferent.

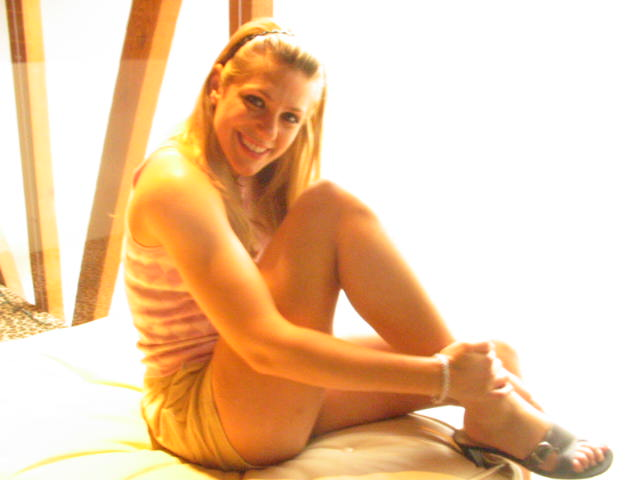
Jenna Lewis came in eighth place and was the second jury member.

| Concurent                              | Tribul original | Tribul fuzionat | Loc final                                            | Voturi totale |
| -------------------------------------- | --------------- | --------------- | ---------------------------------------------------- | ------------- |
| Sonja Christopher 63, Walnut Creek, CA | Tagi            |                 | Prima eliminată Ziua 3                               | 4             |
| B.B. Andersen 64, Mission Hills, KS    | Pagong          |                 | Al doilea eliminat Ziua 6                            | 6             |
| Stacey Stillman 27, San Francisco, CA  | Tagi            |                 | A treia eliminată Ziua 9                             | 6             |
| Ramona Gray 29, Edison, NJ             | Pagong          |                 | A patra eliminată Ziua 12                            | 6             |
| Dirk Been 23, Spring Green, WI         | Tagi            |                 | Al cincilea eliminat Ziua 15                         | 4             |
| Joel Klug 27, Sherwood, AR             | Pagong          |                 | Al șaselea eliminat Ziua 18                          | 4             |
| Gretchen Cordy 38, Clarksville, TN     | Pagong          | Rattana         | A șaptea eliminată Ziua 21                           | 4             |
| Greg Buis 24, Ridgewood, NJ            | Pagong          | Rattana         | AL optulea eliminat Primul jurat Ziua 24             | 6             |
| Jenna Lewis 22, Franklin, NH           | Pagong          | Rattana         | A noua eliminată Al doilea jurat Ziua 27             | 11            |
| Gervase Peterson 30, Willingboro, NJ   | Pagong          | Rattana         | Al zecelea eliminat Al treilea jurat Ziua 30         | 6             |
| Colleen Haskell 23, Miami Beach, FL    | Pagong          | Rattana         | A unsprezecea eliminată Al patrulea jurat Ziua 33    | 7             |
| Sean Kenniff 30, Carle Place, NY       | Tagi            | Rattana         | Al doisprezecelea eliminat Al cincilea jurat Ziua 36 | 9             |
| Susan "Sue" Hawk 38, Palmyra, WI       | Tagi            | Rattana         | A treisprezecelea eliminată Al șaselea jurat Ziua 37 | 5             |
| Rudy Boesch 72, Virginia Beach, VA     | Tagi            | Rattana         | AL paisprezecelea eliminat Al șaptelea jurat Ziua 38 | 8             |
| Kelly Wiglesworth 22, Las Vegas, NV    | Tagi            | Rattana         | Locul doi                                            | 0             |
| Richard Hatch 39, Middletown, RI       | Tagi            | Rattana         | Unic Supraviețuitor                                  | 6             |

Voturile totale reprezintă numărul de voturi primite de jucător în timpul Consiliilor Tribale cînd acesta e pasibil de eliminare. Nu includ voturile primite în timpul Consiliului Tribal Final.

## Jocul

### Episodul 1: Izolarea
- Proba de Recompensă/Imunitate: În căutarea focului! Triburile au înotat până la o plută, cu care au trebuit să ajungă la o torță pe care să o aprindă. Odată întorși pe plajă, au trebuit să alerge, cărând pluta, până la o statuie mare. Pe drum erau torțe care trebuiau să fie aprinse. După ce toate torțele sunt aprinse, echipele trebuiau să dea foc unui rug. Primul trib care aprinde rugul câștigă imunitatea.
  - Recompensă:Chibrituri impermeabile.

16 naufragiați au început aventura vieții lor. Erau deja separați în două triburi. Ambele triburi au ajuns la plajele lor: Tagi în 2 ore, Pagong în 3. La tribul Tagi, Rudy i-a enervat pe toți preluînd comanda. Nici unul dintre Tagi nu știa de ce să se apuce până când Richard a luat cuvântul. Richard a reușit să-i pună pe toți la lucru. La tribul Pagong, B.B. și-a asumat rolul de conducător. Colleen și Greg rătăceau fără nici un rost pe cont propriu. La Tagi, Sonja s-a tăiat la picior dar Sean a reușit să o panseze, iar Stacey s-a supărat pe Rudy și a vrut să scape de el. La Proba de Imunitate, Pagong a câștigat după ce Sonja s-a împiedicat în apă. Au ales-o pe Sonja ca veriga cea mai slabă și au eliminat-o cu un vot de 4–3–1.

### Episodul 2: Decalajul de vârstă
- Proba de Imunitate: Fiecare jucător a primit câte o larvă. Dacă refuzau să o mănânce, tribul lor pierdea automat.

La Pagong, lumea a realizat că îl agreau pe B.B. și că Colleen și Greg erau împreună. La Tagi, Richard povestea despre experiențele sale ca homosexual. Richard totuși nu i-a spus lui Rudy fiindcă s-a gândit că dacă află că este homosexual Rudy nu ar mai vrea să aibă de a face cu el. Greg i-a distrat pe toți inventând jocuri. În ziua următoare, B.B. a început să fie frustrat de tribul său pentru că majoritatea erau leneși iar Ramona era bolnavă. La  Proba de Imunitate, fiecare membru al tribului și-a mâncat larva, astfel că Pagong a ales-o pe Stacey iar Tagi pe Gervase să reprezinte echipa adversă La concursul Cine manâncă mai repede 2 larve. Tagi a câștigat mulțumită lui Stacey. Pagong a mers la primul lor Consiliu Tribal unde B.B. a fost eliminat cu un vot de 6–2.

### Episodul 3: În căutarea mâncării
- Proba de Recompensă: Fiecare trib a înotat până la un tub atașat la o ladă scufundată a comorii. După ce toți membrii tribului au ajuns la tub, se scufundă și trag lada până la plajă. 
  - Recompensă: Articole de pescuit.
- Proba de Imunitate: Fiecare trib a construit o targă și a alergat în pădure ca să salveze un membru al tribului blocat într-un copac. Apoi au trebuit să care acel membru înapoi la plajă și la cortul lor de prim ajutor.

La tribul Tagi, Stacey incă voia să scape de Rudy și a încercat să facă o alianță a femeilor ca să realizeze asta, dar Susan nu a vrut să facă parte din alianță. La Pagong, Greg și Colleen au găsit o groapă mare cu noroi de care s-a folosit tot tribul. La Proba de Recompensă, Tagi a câștigat. Înapoi la Pagong, toată lumea a mâncat șobolani, inclusiv ezitanții Gervase și Ramona. La Tagi, Dirk i-a enervat pe toți cu predicile sale. Pagong a câștigat Proba de Imunitate. LA Consiliul Tribal, Tagi a eliminat-o pe Stacey 5–2. O Stacey foarte surprinsă a menționat în cuvintele ei de final că cineva și-a schimbat votul în ultimul moment.

### Episodul 4: Prea puțin, prea târziu
- Proba de Recompensă: Concurenții au trebuit să construiască un semnal SOS, cu scopul de a fi reperați dintr-un avion în care se aflau Jeff și un specialist în operațiuni de salvare.
  - Recompensă: Hamacuri, prosoape și perne, plus alte două obiecte (fiecare trib a ales câte unul).
- Proba de Imunitate: A fost o cursă de ștafetă în cinci etape. Primul echipier a înotat până la o baliză, s-a scufundat și a recuperat o sticlă în care era o hartă. Al doilea a fugit peste un pod plutitor cu sticla către o barcă, cu care al doilea și al treilea membru al echipei au plecat către mal. Al patrulea membru al echipei a spart sticla, a citit harta și a sprintat în junglă pentru a găsi o scara de frânghie și o cheie. În ultima etapă, ultimii doi membri ai echipei trebuiau să găsească o ladă îngropată și să o scoată la suprafață. Primul trib care a adus la linia de start lada cu comori și a băgat cheia în încuietoare a câștigat.

La Pagong, Ramona s-a simțit mai bine după ce a fost bolnavă o perioadă și a încercat s-și îmbunătățească conduita, dar Jenna a spus că s-ar putea să fie prea târziu pentru Ramona. 
La Tagi, Sean și Dirk se ocupau cu pescuitul, dar n-au avut noroc; Sean a încercat să construiască o pistă de bowling. Kelly, Richard, Rudy și Susan au creat o alianță. La proba de imunitate, Gervase a avut probleme în etapa de sprint prin junglă și Pagong a pierdut. Au eliminat-o pe Ramona cu 4–2–1.

### Episodul 5: Adu-ți contribuția
- Proba de Recompensă: Triburile aleg trei membri care vor ținti de-a lungul a trei runde. Primul va folosi un tub, al doilea o praștie, iar ultimul o suliță.
  - Recompensă: Fructe și pui.
- Proba de Imunitate: O persoană din fiecare trib vâslește în jurul unor balize, recuperând de la fiecare baliză câte un membru al aechipei care așteaptă în apă. Primul trib care ajunge la țărm cu toți membrii câștigă.

La Tagi, Dirk și Sean încă încercau să pescuiască (fără succes) în loc să ajute prin tabără. Susan le-a spus că pierd timpul cu pescuitul dacă nu prind niciodată nimic. La Pagong, toată lumea se simțea vulnerabilă din cauză ca tribul lor devenea din ce in ce mai puțin numeros. La proba de recompensă, Joel a ajutat Pagong să câștige datorită abilității sale de a arunca sulița, primele două runde încheindu-se la egalitate. La Tagi, Dirk și Sean au început să ajute la treburile zilnice din tabără, dar asta nu adus vreo schimbare în planurile celorlalți. La Pagong, au decis să nu gătească puii cu speranța de a obține niște ouă proaspete. La proba de imunitate, Gervase a ajutat Pagong să câștige iar Kelly, ghidul de rafting pe ape repezi, a fost supărată că "a fost învinsă de un tip care nu știe să înoate". La Consiliul tribal, Tagi l-a votat pe Dirk cu 4–1–1.

### Episodul 6: Răzbunarea ugerului
- Proba de Recompensă: Pe rând, fiecare membru al tribului a alergat la o baracă. Înăuntrul acesteia erau trei obiecte diferite (un deschizător de conserve, un cuțit și o cască militară). Primul trib care a adus toate obiectele (fără dubluri)înapoi la start a câștigat..
  - Recompensă: Conserve și batoane de ciocolată.
- Proba de Imunitate: Ambele triburi trebuie să treacă printr-o cursă cu obstacole. Primii doi membri ai tribului parcurg prima parte, apoi împreună cu alți doi echipieri trebuie să facă un puzzle, apoi să alerge la linia de sosire.

Ambele triburi încep să se gândească la unificare. La Tagi lumea se teme că vor fi depășiți numeric după unificare. La Pagong, Joel era sigur pe sine deoarece ei dețin avantajul numeric. Colleen spune despre Joel că e un idiot deoarece unificarea nu a avut loc și încă există o șansă ca triburile să se unifice la egalitate numerică. Gervase le-a jignit pe fete, spunându-le că sunt mai proaste ca niște vaci. La Tagi, Richard a început să se plimbe nud prin tabără. La proba de recompensă, Richard s-a întors cu încă un cuțit în loc de un deschizător de conserve și Pagong a triumfat. La Pagong, Gervase a încercat să se alieze cu Joel pentru a le elimina pe fete, iar Joel a început să facă pe șeful, ceea ce le-a deranjat pe fete. Tagi a câștigat imunitatea după o cursă foarte strânsă. Cu ajutorul lui Greg, femeile din Pagong l-au eliminat pe Joel cu 4–2.

### Episodul 7: Fuziunea
- Proba de Imunitate: Toți cei zece naufragiați s-au scufundat și au încercat să-și țină respirația cât mai mult timp posibil. Ultimii trei rămași au avut o altă întrecere în care trebuiau să elibereze balize atașate unei scări scufundate. Primul concurent care reușea să elibereze toate balizele câștiga imunitatea.

Ziua următoare celei în care Pagong l-a eliminat pe Joel, câte o persoană din fiecare trib a vizitat tabăra tribului advers și apoi s-au întâlnit pentru a decide în ce tabără vor locui în continuare. Jenna a mers la Tagi și Sean la Pagong. După o perioadă petrecută în tabere, Jenna și Sean s-au întâlnit pe teren neutru (barul de pe plajă) pentru a decide în ce tabără vor locui și cum vor boteza noul trib fuzionat. Au fost întâmpinați cu mâncare și băutură, inclusiv homari și vin, și și-au petrecut noaptea în paturi sub un baldachin. Ziua următoare, Jenna și Sean au decis că vor locui pe plaja Tagi și au numit noul trib Rattana. Cei zece naufragiați sunt acum împreună și toată lumea a sărbătorit, cu excepția lui Rudy, care a fost deranjat de dublarea populației. Greg a câștigat imunitatea după o întrecere strânsă cu Sean. La consiliul consiliul tribal, cei 5 Pagong (împreună cu Sean) au fost complet divizați și au votat individual, în timp ce cei 4, adică Kelly, Richard, Rudy și Susan au votat împreună și au eliminat-o pe Gretchen cu 4–1–1–1–1–1–1.

### Episodul 8: Numele tău e duplicitatea
- Proba de Recompensă: Fiecare membru al tribului trebuia să tragă la țintă cu arcul. Cel care nimerea cel mai aproape de centru câștiga.
  - Recompensă: Un clip video de acasă și posibilitatea de a trimite înapoi un clip cu ei.
- Proba de Imunitate: Fiecare jucător a fost legat cu o sfoară și trebuia să treaca în ordine prin niște puncte de control(1–6) și să adune inelele colorate aflate la fiecare punct, iar apoi să se îndrepte către finiș.

În tabără, membrii rămași din fostul trib Pagong se simțeau vulnerabili din cauză că tribul Tagi le-a eliminat liderul, pe Gretchen. Susan credea că Jenna urma să fie foarte nesuferită, dar după un timp petrecut împreună și-a dat seama că nu era așa. Richard și-a făcut probleme, întrebându-se cine a votat pentru el la consiliul tribal. La proba de recompensă, Jeff le-a arătat la toți câte o porțiune din clipul lor, cu excepția Jennei, pentru care nu s-a primit nici un clip. Greg a fost primul care a tras cu arcul și nimeni nu a reușit să tragă mai aproape decît el, așa că el a câștigat recompensa și și-a vizionat clipul trimis de sora lui și a făcut unul ca să il trimită înapoi. Rudy a opinat că relația dintre Greg și sora lui se apropie de incest. Jenna a fost frustrată fiindcă a pierdut proba de recompensă și, în loc să urmărească clipul lui Greg, a continuat să exerseze tirul cu arcul. Lumea a început să realizeze că Richard aprecia felul în care Greg juca. Greg și-a dat seama că Richard era un jucător de forță în acest joc. Gervase a câștigat imunitatea. La consiliul tribal, cei 4 Tagi și Jenna au profitat de strategia alfabetului a lui Sean și l-au eliminat pe Greg cu 6–3.

### Episodul 9: Relații vechi și noi
- Proba de Recompensă: Un parcurs cu 16 runde, in fiecare rundă are un medalion cu numărul jucătorului pe el. Primul jucător care strânge toate medalioanele si e întoarce în centru câștigă Recompensa.
  - Recompensă: Un grătar și scrisori de acasă.
- Proba de Imunitate: Jucătorii au poziția de plecare pe o căsuță și se mișcă câte o casuță în fiecare rundă.La fiecare mișcare întorc cu fața în jos căsuța pe care au stat. Nu au voie să avanseze pe o casuță întoarsă. Jucătorul este eliminat atunci când nu mai are unde să avanseze. Ultima persoană rămasă câștigă imunitatea.

În timp ce Richard era la pescuit, restul lumii a discutat că acesta era motivul pentru care nu l-au eliminat până acum. Rudy nu a făcut focul suficient de puternic ca să gătească peștele, iar când l-au pus la loc pe foc peștele s-a ars.. La Proba de Recompensă Jenna voia să câștige neapărat fiindcă pierduse proba anterioară și nu avusese vești de la familia ei. În final bătălia s-a dat între Colleen și Kelly, cu Colleen câștigând la mustață. Când Colleen a câștigat, Jeff i-a spus că putea alege încă un concurent și a ales-o imediat pe Jenna. După Proba de Recompensă a fost ziua de naștere a lui Richard, a împlinit 39 de ani și a sărbătorit îmbrăcat ca în ziua nașterii. Richard a petrecut întreaga zi în pielea goală, ceea ce i-a deranjat pe ceilalți, mai ales pe Colleen și Jenna. Rudy a câștigat imunitatea bătându-l pe Sean. Sean era convins că stategia lui alfabetică de votare era corectă și că nu există nici o alianță fiindcă el nu a fost invitat șă facă parte din ea. Astfel că a continuat să voteze astfel și chiar i-a spus Jennei că va vota pentru ea, dar că nu crede că votul lui va conta. Dar la consiliul tribal s-a dovedit că greșește, fiindcă Richard, Rudy și Sue au profitat de votul lui și  Jenna a fost eliminată cu un vot de  4–3–1.

### Episodul 10: Ruptură în Alianță
- Proba de Recompensă: Fiecare concurent începe stând la un capăt al unei bârne. Au fost trei runde, în care prima persoană care ajunge la celălalt capăt al bârnei avansează, iar în runda finală, primul care ajunge la capăt fără a cădea, câștigă.
  - Recompensă: O bucată de pizza și un telefon dat acasă.
- Proba de Imunitate: Fiecare concurent are câteva minute să strângă vreascuri pentru foc. După aceea, trebuie să înoate cu o torță până la o plută, trebuie să aprindă torța și să o aducă înapoi la rug și să facă un foc. Primul concurent care face focul suficient de mare încât să ardă o sfoară atârnată deasupra câștigă.

Câțiva concurenți au fost mulțumiți de eliminarea Jennei, fiindcă începea să-i enerveze. Toată lumea știa că al patrulea vot pentru Jenna a fost al lui Sean, nu al lui Kelly, așa că restul alianței Tagi s-a simțit trădată. Așa că cei trei s-au gândit să o înlocuiască pe Kelly cu Sean. Când au primit poșta au avut surpriza să primească trabucuri și o notă care îi înștiința că fiul lui Gervase, Gunner, s-a născut ieri și au sărbătorit acest lucru. Gervase a câștigat Proba de Recompensă și a sunat acasă ca să vorbească cu prietena lui și să vadă cum se simt mama și copilul. A împărțit pizza câștigată cu restul lumii.În timp ce el vorbea la telefon, Rudy critica felul de viață al lui Gervase(care ajungea la al patrulea copil fără a fi însurat vreodată) și a spus că pe vremea lui era mare rușine să ai copii în afara căsătoriei. La Proba de Imunitate Richard a câștigat clar și la consiliul tribal Gervase a fost considerat ca fiind cea mai mare amenințare rămasă din tribul Pagong și a fost eliminat cu un vot de 5–2.

### Episodul 11: Zile lungi și grele
- Proba de Recompensă: Fiecare concurent a primit un chestionar despre Borneo. Persoana care a avut cele mai multe răspunsuri corecte a câștigat.
  - Recompensă: Câștigătorul va petrece noaptea pe un iaht și va primi un card Visa.
- Proba de Imunitate: Toți concurenții au stat unul lângă celălalt pe o platformă formata din 5 scânduri. S-a eliminat pe rând câte o scândură până a rămas una singură. Persoana care a rămas ultima pe scândură câștigă.

Alianța Tagi a început să se destrame fiindcă Kelly petrecea mult timp alături de ultimul inamic rămas, Colleen. Condițiile precare de pe insulă au început să-i afecteze pe toți cei rămași. Sean a câștigat Recompensa și a fost surprins să îl întâlnescă la bordul iahtului pe tatăl său. Sean i-a spus lui Kelly că o va lua pe ea împreună cu el, dar l-a luat pe Richard în schimb, ceea ce le-a înfuriat pe femei. Sean a fost acompaniat de tatăl său înapoi la tabară pentru ca acesta să îi cunoască pe toți, iar acesta a împărțit fiecăruia câte un pachet de la rudele lor, ceea ce a avut efecte benefice pentru moral. La Proba de Imunitate, Rudy a căzut primul. Rich a încercat să le distragă atenția celorlalți cântând ”10 elefanți se legănau pe o pânză de păianjen” , dar a căzut el primul în apă la al șaptelea elefant. Înainte de începerea probei, Rich râdea de Colleen care simțea că ea va fi cea eliminată, dar în realitate alianța plănuia să o surprindă pe Kelly și să o elimine. Sean a ieșit al treilea și a fost urmat imediat de Sue. Colleen a căzut în apă după 2 ore și 54 de minute, dându-i victoria lui Kelly și stricând planurile alianței Tagi.  La consiliul tribal, Sean a fost criticat pentru că l-a ales pe Rich la Recompensă în loc de Kelly. Colleen, ultimul membru rămas al tribului Pagong, a fost eliminată cu un vot de 4–2.

### Episodul 12: Decesul unei Alianțe
- Proba de Recompensă: Având la dispoziție 5 minute, concurenții plonjează într-o groapă cu noroi, strâng pe corpul lor, mai puțin pe brațe, cât de mult noroi pot, apoi fug înapoi și îl varsă într-o găleată. La final gălețile sunt cântărite și găleata cea mia grea câștigă.
  - Recompensă: O bere rece, băută împreună cu Jeff Probst la un bar, și o vizionare a primelor 5 minute din sezon.
- Proba de Imunitate: "Survivor Witch Project": Jeff le citește concurenților un basm din Borneo. După aceea, concurenții trebuie să alerge prin pădure (unde sunt împrăștiate măști cu întrebări pe ele) și să înregistreze cu o cameră video portabilă răspunsurile. Primul concurent care se întoarce cu toate măștile și răspunsurile corecte câștigă imunitatea.

Rămânând numai foști membri ai tribului Tagi , Kelly și Sean se simțeau vulnerabili. Kelly a declarat că nu are încredere în Rich, fiindcă el a încercat să organizeze eliminarea ei. Sean declara că restul tribului e o șleahtă de conspiratori. Spiritele s-au încins pe plajă și Kelly și Susan s-au certat fiindcă Kelly nu a votat alături de alianță a doua oară la rând și Sue a spus că Kelly îi consideră pe restul niște idioți. Richard a încercat să atenueze conflictul, deși apoi a declarat că cearta îi servește interesele foarte mult. În ziua 34, toți concurenții au vorbit despre cât de mult le lipsește familia. La Recompensă, Kelly a strâns cea mai mare greutate, urmată de Sean, Susan, Rich și Rudy. După Proba de Recompensă, Susan și Kelly s-au împăcat. Kelly a mers cu Jeff să vadă primele 5 minute din episodul 1 și a discutat cu Jeff despre evoluția jocului. În ziua 36, Kelly și Susan au căzut de acord să nu se mai certe, deși Susan i-a spus lui Kelly că nu o vrea în ultimii 3 fiindcă Kelly e favorită la victorie. Sean știa că trebuie să câștige imunitatea sau să profite de cearta dintre Kelly și Susan.  Kelly a câștigat a treia probă la rând. Sean era sigur că el va caștiga în final concursul, dar va fi foarte greu. Rich ezita dacă să voteze pentru Sean sau Rudy, iar Rudy avea încredere că ultimii 2 la final vor fi el și Rich. Deși toată lumea ezita în ceea ce privește votul lor, până la urmă membrii originari ai alianței Tagi au rămas uniți și Sean a fost eliminat cu un vot de 4–1.

### Episodul 13: Final de sezon
- Prima Probă de Imunitate: "Camarazi căzuți": Jeff a pus 10 întrebări despre membrii juriului. Persoana cu cele mai multe răspunsuri corecte câștigă imunitatea.

Cei 4 rămași au reflectat asupra schimbărilor corporale și asupra jocului. Kelly spunea că se simte ca un intrus și că se stresează că va fi următoarea eliminată. A mai declarat că de acum înainte joacă doar pentru ea. Richard, Rudy și Sue într-adevăr plănuiau să o elimine pe Kelly dacă nu câștiga imunitatea. La probă, Kelly și Sue erau la egalitate după 10 întrebări, dar Kelly a răspuns corect la întrebarea de baraj, și a câștigat a patra probă la rând și a treia imunitate la rând. La consiliul tribal, votul a fost egal 2–2 între Richard și Susan. La revotare, la care au participat doar Rudy și Kelly,  Kelly și-a schimbat votul și Susan a fost eliminată cu un vot de 2–0.
- A doua Probă de Imunitate: "Mâinile pe idolul imunității": Fiecare concurent ține mâna pe idolul imunității în timp ce stau pe o buturugă. Persoana care rezistă cel mai mult câștigă imunitatea.

La ora  4 dimineața în ziua 38, cei 3 rămași au fost treziți de Jeff și au fost duși cu barca să participe la un rit de trecereși apoi la Proba finală de Imunitate. În cadrul ritului de trecere, s-au acoperit cu noroi, au trecut printr-un tunel format din frunze de palmier, au trecut printre torțele camarazilor căzuți, apoi au trecut printr-o predea din bambus și au mers desculți peste jar. După ce au trecut două ore din proba de imunitate, Jeff a încercat să-i tenteze să renunțe cu oferindu-le portocale. Dupa  2 ore și jumătate, Richard a declarat că e sigur că nu va rezista mai mult decăt Kelly și a renunțat. El a spus că pariază că el va fi luat în finală de câștigător. După trei ore, celor doi rămași li s-a permis să își schimbe pozițiile la fiecare jumătate de oră, atâta timp cât au o mână pe idol. După 4 ore și 11 minute, Rudy a luat mâna de pe idol în timp ce își schimba poziția, iar Kelly a câștigat din nou imunitatea. Rich și Rudy și-au susținut amândoi cauza. La consiliul tribal Kelly l-a eliminat pe Rudy pentru că a crezut că are o șansă mai bună de victorie în fața lui Richard.
La consiliul tribal final, Gervase i-a întrebat dacă ar schimba ceva în felul în care au jucat (Rich a spus că ar avea încredere mai puțină în oameni; Kelly a spus că nu ar mai face alianțe). Jenna a întrebat pe cine ar vedea în locul lor în finală (Rich a spus Rudy și Greg; Kelly a spus Sonja și Gretchen). Sean nu a întrebat nimic, dar i-a felicitat pe cei 2, i-a mulțumit lui Kelly pentru că a organizat tabăra și i-a spus lui Rich că i-a plăcut timpul petrecut împreună deși au jucat în mod diferit. Colleen i-a întrebat care 3 caracteristici i-au adus în finală și sunt esențiale pentru viitorii jucători (Kelly a spus credință, voință și să fii simpatic; Rich a răspuns conștiința de sine, atenția la relații și etica). Rudy a declarat că nu are nimc șă le spună celor doi, ci doar că se simte ca un prost după greșeala de ieri. Greg i-a pus să aleagă un număr între 1 și 10 (Rich a zis 7; Kelly 3). Sue a încheiat cu faimosul ei discurs despre "șobolan și șarpe". Până la urmă, Rudy, Sue, Sean și Greg au votat pentru Rich, în timp ce Jenna, Gervase și Colleen au votat pentru Kelly. Astfel, Richard Hatch a devenit primul milionar din Survivor cu un vot de 4–3.

## Cum s-a votat
|             | Triburi originale | Triburi originale | Triburi originale | Triburi originale | Triburi originale | Triburi originale | Tribul unificat      | Tribul unificat | Tribul unificat  | Tribul unificat    | Tribul unificat    | Tribul unificat | Tribul unificat | Tribul unificat  | Tribul unificat |  |
| ----------- | ----------------- | ----------------- | ----------------- | ----------------- | ----------------- | ----------------- | -------------------- | --------------- | ---------------- | ------------------ | ------------------ | --------------- | --------------- | ---------------- | --------------- |  |
| Episodul #: | 1                 | 2                 | 3                 | 4                 | 5                 | 6                 | 7                    | 8               | 9                | 10                 | 11                 | 12              | Finală          | Finală           | Finală          |  |
| Eliminat:   | Sonja 4/8 voturi  | B.B. 6/8 voturi   | Stacey 5/7 voturi | Ramona 4/7 voturi | Dirk 4/6 voturi   | Joel 4/6 voturi   | Gretchen 4/10 voturi | Greg 6/9 voturi | Jenna 4/8 voturi | Gervase 5/7 voturi | Colleen 4/6 voturi | Sean 4/5 voturi | Tie             | Susan 2/4 voturi | Rudy 1 vot      |  |
| Votant      | Vot               | Vot               | Vot               | Vot               | Vot               | Vot               | Vot                  | Vot             | Vot              | Vot                | Vot                | Vot             | Vot             | Vot              | Vot             |  |
| Richard     | Stacey            |                   | Stacey            |                   | Dirk              |                   | Gretchen             | Greg            | Jenna            | Gervase            | Colleen            | Sean            | Susan           | None             |                 |  |
| Kelly       | Rudy              |                   | Rudy              |                   | Dirk              |                   | Gretchen             | Greg            | Sean             | Gervase            | Sean               | Sean            | Richard         | Susan            | Rudy            |  |
| Rudy        | Sonja             |                   | Stacey            |                   | Dirk              |                   | Gretchen             | Greg            | Jenna            | Gervase            | Colleen            | Sean            | Susan           | Susan            |                 |  |
| Susan       | Sonja             |                   | Stacey            |                   | Dirk              |                   | Gretchen             | Greg            | Jenna            | Gervase            | Colleen            | Sean            | Richard         | None             |                 |  |
| Sean        | Sonja             |                   | Stacey            |                   | Rudy              |                   | Colleen              | Greg            | Jenna            | Gervase            | Colleen            | Susan           |                 |                  |                 |  |
| Colleen     |                   | B.B.              |                   | Ramona            |                   | Joel              | Richard              | Jenna           | Richard          | Sean               | Sean               |                 |                 |                  |                 |  |
| Gervase     |                   | B.B.              |                   | Colleen           |                   | Jenna             | Susan                | Jenna           | Richard          | Sean               |                    |                 |                 |                  |                 |  |
| Jenna       |                   | B.B.              |                   | Ramona            |                   | Joel              | Gervase              | Greg            | Richard          |                    |                    |                 |                 |                  |                 |  |
| Greg        |                   | Ramona            |                   | Jenna             |                   | Joel              | Jenna                | Jenna           |                  |                    |                    |                 |                 |                  |                 |  |
| Gretchen    |                   | B.B.              |                   | Ramona            |                   | Joel              | Rudy                 |                 |                  |                    |                    |                 |                 |                  |                 |  |
| Joel        |                   | B.B.              |                   | Ramona            |                   | Jenna             |                      |                 |                  |                    |                    |                 |                 |                  |                 |  |
| Dirk        | Sonja             |                   | Stacey            |                   | Susan             |                   |                      |                 |                  |                    |                    |                 |                 |                  |                 |  |
| Ramona      |                   | B.B.              |                   | Colleen           |                   |                   |                      |                 |                  |                    |                    |                 |                 |                  |                 |  |
| Stacey      | Rudy              |                   | Rudy              |                   |                   |                   |                      |                 |                  |                    |                    |                 |                 |                  |                 |  |
| B.B.        |                   | Ramona            |                   |                   |                   |                   |                      |                 |                  |                    |                    |                 |                 |                  |                 |  |
| Sonja       | Rudy              |                   |                   |                   |                   |                   |                      |                 |                  |                    |                    |                 |                 |                  |                 |  |

| Votul juriului | Votul juriului  | Votul juriului    |
| -------------- | --------------- | ----------------- |
| Finalist:      | Kelly 3/7 votes | Richard 4/7 votes |
| Jurat          | Vot             | Vot               |
| Rudy           |                 | Richard           |
| Susan          |                 | Richard           |
| Sean           |                 | Richard           |
| Colleen        | Kelly           |                   |
| Gervase        | Kelly           |                   |
| Jenna          | Kelly           |                   |
| Greg           |                 | Richard           |

Format:Ref begin
^5 Richard și Susan nu au avut dreptul de a vota în al doilea vot al consiliului tribal.
Format:Ref end
Rog juriul din această seară să se gândească un pic la insula pe care am fost. Pe aceasta insulă sunt o grămadă de șerpi și de șobolani. Și ca și în Mama Natură, îi avem pe Richard Șarpele, care a vânat prada în mod constant, și pe Șobolanul Kelly, care a făcut ceea ce fac toți șobolanii: a alergat peste tot și nicăieri, încercând să scape de șarpe. Cred că le datorăm spiritelor insulei pe care am ajuns să o cunoaștem ca să încheiem aventura în felul în care Mama Natură a intenționat: șarpele să mănânce șobolanul. 
Discursul lui Susan Hawk ”șobolanul și șarpele” de la consiliul tribal final a rămas în istoria emisiunii ca unul din cele mai memorabile momente,

### Generale
- „Survivor: Borneo contestants (Archived copy)”. CBS.com. Arhivat din original în 24 decembrie 2005. Accesat în 21 iunie 2007.
- Burnett, Mark (2000). Survivor: The Ultimate Game. New York, New York: TV Books. p. 237.

### Specifice
1. ↑  „Richard Hatch Sentenced To 51 Months”. The Smoking Gun. 2006-16-05. Verificați datele pentru: |date= (ajutor)
2. ↑  „Variety: 'Survivor' Finale Racks Up Phenomenal Ratings”. Variety. 25 august 2000.
3. ↑  Porter, Rick (20 ianuarie 2004). „Burnett Wasted Little Time Finding 'Survivor' Stars”. Zap2it. Arhivat din original la 22 noiembrie 2008. Accesat în 11 noiembrie 2008.
4. ↑  „Survivor: Endgame”. Television Without Pity. 23 august 2000. Arhivat din original la 3 februarie 2009. Accesat în 9 decembrie 2008.
5. ↑  Denhart, Andy (14 mai 2007). „Broken promises abound on 'Survivor' finale”. MSNBC. Accesat în 9 decembrie 2008.
6. ↑  Probst, Jeff (4 decembrie 2008). „Jeff Probst blogs 'Survivor: Gabon' (episode 12)”. Entertainment Weekly. Arhivat din original la 8 decembrie 2008. Accesat în 9 decembrie 2008.